# Inga Lagervall
Inga Lagervall, född 1943, är en svensk silversmed.  
Lagervall utexaminerades från Konstfackskolan i Stockholm 1970 och har därefter varit verksam som silversmed och formgivare med egen ateljé. Hennes konst består av silverkorpus. Lagervall är representerad vid bland annat Nationalmuseum i Stockholm och Röhsska konstslöjdmuseet i Göteborg.